# Asta Esper Andersen
Asta Esper Nederby (Hagen) Andersen (født 19. juli 1919 i Østerbølle, død 24. juni 2012 på Frederiksberg) var en dansk autodidakt skuespillerinde.
Debuterede i 1942 på Riddersalen og kom siden til Aarhus Teater, Fiolteatret, Det Danske Teater, Café Teatret og Betty Nansen Teatret.
Hun medvirkede i Ordet, Mutter Courage, Hedda Gabler og Hosekræmmeren.
Hun var gift med skuespilleren Paul Hagen og er mor til skuespilleren Esper Hagen.
Man har senest kunne opleve hende i komedieserien Rollator Banden på Kanal 5.
Hun er begravet på Frederiksberg Ældre Kirkegård.

## Film i udvalg
- Alle går rundt og forelsker sig – 1941
- Arvingen – 1954
- Det var på Rundetårn – 1955
- Nyt legetøj – 1977
- Verden er fuld af børn – 1980
- Koks i kulissen – 1983
- Try To Remember (1984)
- Babettes gæstebud – 1987
- Sort høst – 1993
- Voksne mennesker – 2005
- Nynne – 2005